# Загружаемый контент
Загружаемый контент (англ. downloadable content), часто сокращаемый до DLC (читается «ди-эл-си») — дополнительный контент, созданный для уже выпущенной видеоигры, распространяемый через интернет издателем игры. Он может быть добавлен бесплатно или может быть формой монетизации видеоигр, позволяющей издателю получать дополнительный доход от игры после её покупки, часто используя какой-либо тип системы микротранзакций.
DLC может варьироваться от косметического контента, такого как скины, до нового внутриигрового контента, такого как персонажи, уровни, режимы и крупные расширения, которые могут содержать смесь такого контента в качестве продолжения базовой игры. В некоторых играх несколько DLC (включая будущие, ещё не выпущенные) могут быть объединены в «сезонный абонемент» — обычно со скидкой по сравнению с покупкой каждого DLC по отдельности.
Несмотря на то, что Dreamcast была первой домашней консолью с поддержкой DLC (хотя и в ограниченном виде из-за ограничений оборудования и интернет-соединения), популяризировать эту концепцию помогли консоль Xbox и платформа Xbox Live от Microsoft. Начиная с седьмого поколения игровых консолей, DLC стали распространённой функцией большинства основных игровых платформ с интернет-подключением.
С момента популяризации микротранзакций на платформах цифровой дистрибуции, таких как Steam, термин DLC стал синонимом любой формы платного контента в видеоиграх — независимо от того, включает ли он реальную загрузку нового контента. Это привело к появлению оксюморонного термина «дисковый DLC», который обозначает контент, изначально встроенный в файлы игры, но закрытый за пейволлом.

## История

### Предшественники DLC
Ранней формой загружаемого контента были предложения полноценных игр, таких как на сервисе GameLine для Atari 2600, который позволял пользователям загружать игры по телефонной линии. Аналогичный сервис Sega Channel позволял загружать игры на Sega Mega Drive через кабельную линию. Хотя сервисы GameLine и Sega Channel позволяли распространять целые игры, они не предоставляли загружаемый контент для уже существующих игр.
В розничной продаже для некоторых ПК-игр продавались расширения, в которых был представлен контент, такой как дополнительные уровни, персонажи или карты для базовой игры. Часто они требовали установки оригинальной игры для работы, но некоторые игры (например, Half-Life) имели «самостоятельные» расширения, которые по сути являлись спин-оффами, переиспользующими код движка и ассеты оригинальной игры.

### На консолях
Dreamcast стала первой консолью, в стандартной комплектации поддерживающей онлайн-сервисы; DLC были доступны, хотя их размер был ограничен узкополосным подключением и объёмом карты памяти. Эти онлайн-функции всё равно считались прорывом в видеоиграх: так, конкурирующая PlayStation 2 не поставлялась со встроенным сетевым адаптером.
С появлением Xbox Microsoft стала второй компанией, внедрившей загружаемый контент. Многие оригинальные игры с Xbox Live, включая Splinter Cell, Halo 2 и Ninja Gaiden, предлагали различное количество дополнительного контента, доступного для загрузки через сервис Xbox Live. Большая часть этого контента, за исключением контента для игр, изданных Microsoft, была доступна бесплатно.
Xbox 360 (2005) включала более развитую поддержку цифровой дистрибуции, включая загрузку и покупку DLC через сервис Xbox Live Marketplace. Microsoft считала, что издателям будет выгоднее предлагать небольшие куски контента по низкой цене (от 1 до 5 долларов), а не целые расширения (примерно 20 долларов), поскольку такой подход позволил бы игрокам выбирать только тот контент, который им интересен, обеспечивая доход издателям. Microsoft также использовала для транзакций цифровую валюту под названием «Microsoft Points», которую можно было приобрести через физические подарочные карты, чтобы избежать банковских комиссий на небольшие суммы.
Sony применила аналогичный подход в своём загрузочном хабе, PlayStation Store. В проекте Gran Turismo HD Concept компания планировала сделать основную часть контента (автомобили и трассы) доступной для отдельной покупки через многочисленные онлайн-микротранзакции. Позднее проект был отменён в пользу полноценного релиза Gran Turismo 5. Nintendo, в свою очередь, использовала менее масштабный подход к загружаемому контенту в своём сервисе Wii Shop Channel, где основную часть предлагавшегося контента составляли цифровые версии эмулированных игр предыдущих поколений Nintendo.
Музыкальные видеоигры, такие как игры из франшиз Guitar Hero и Rock Band, значительно выиграли от использования загружаемого контента как средства предоставления новых песен для игры. В 2007 году представитель Harmonix заявил, что Guitar Hero II предложит «онлайн-контента больше, чем когда-либо видели в игре на сегодняшний день». Rock Band обладает наибольшим количеством загружаемых элементов среди всех консольных игр: новые песни добавлялись в игру еженедельно в период с 2007 по 2013 год. По состоянию на 12 июля 2012 года суммарная стоимость приобретения всего загружаемого контента для Rock Band составляла 5 880,10 долларов.

### На персональных компьютерах
С ростом популярности и скорости интернет-соединений увеличилась и популярность использования интернета для цифровой дистрибуции медиа. Пользовательские игровые модификации и карты распространялись исключительно онлайн, так как в основном они создавались людьми, не имеющими инфраструктуры для распространения контента через физические носители.
В 1997 году Cavedog каждый месяц предлагала нового юнита в виде бесплатного загружаемого контента для своей игры — стратегии в реальном времени Total Annihilation.
Позже платформы цифровой дистрибуции для ПК, такие как Games for Windows Marketplace и Steam, добавили поддержку DLC аналогично консолям.

### На портативных устройствах
Телефоны Nokia конца 1990-х и начала 2000-х годов поставлялись с игрой Space Impact, доступной на различных моделях. С внедрением протокола WAP в 2000 году для игры стал доступен загружаемый контент с дополнительными уровнями.
Сервис Nintendo Wi-Fi Connection на Nintendo DS позволял загружать своего рода DLC для определённых игр, таких как Picross DS, где игроки могли скачивать «паки» классических головоломок из предыдущих игр Picross (например, Mario’s Picross), а также загружаемый пользовательский контент. Из-за того, что Nintendo DS работает на картриджах и не имеет выделенного хранилища, большинство «DLC» для DS-игр были ограничены по объёму, а в некоторых случаях (например, Professor Layton and the Curious Village и Moero! Nekketsu Rhythm Damashii Osu! Tatakae! Ouendan 2) — уже были частью данных на картридже и просто разблокировались.
Nintendo 3DS позволяла приобретать DLC для поддерживаемых игр в магазине Nintendo eShop.
Начиная с iPhone OS 3, загружаемый контент стал доступен для платформы через приложения, купленные в App Store. Хотя изначально эта возможность была доступна только для платных приложений, в октябре 2009 года Apple позволила разработчикам предлагать DLC и в бесплатных приложениях.

## Дисковые DLC
В некоторых случаях приобретаемый DLC не загружает новый контент на устройство, а лишь содержит данные, используемые для активации связанного контента, который уже присутствует в файлах игры. DLC такого рода, выявленные с помощью глубинного анализа данных (дата-майнинга), обычно называют «дисковыми DLC» или PULC (premium unlockable content; премиальный разблокируемый контент).
Эта практика часто вызывает споры: издателей обвиняют в том, что они используют то, что фактически является микротранзакциями, для блокировки доступа к контенту, который изначально содержится в розничной версии игры.
Относящиеся к будущим DLC данные могут быть заранее записаны на диск или загружены во время обновлений по техническим причинам, например, из-за необходимости обеспечения совместимости сетевого мультиплеера для существующего контента между игроками, ещё не купившими новый DLC, или как неактивный код поддержки для запланированного контента, который всё ещё находится в разработке на момент релиза самой игры.

## Монетизация
Загружаемый контент часто предлагается за плату. С тех пор как игры в Facebook популяризировали бизнес-модель микротранзакций, некоторые критиковали загружаемый контент за оверпрайс и стимулирование разработчиков не включать предметы в первоначальный релиз: например, неоднозначные отзывы по этой причине получил DLC с бронёй для лошадей в игре The Elder Scrolls IV: Oblivion. Тем не менее, к 2009 году DLC с бронёй для лошадей стало одним из десяти самых продаваемых контент-паков компании Bethesda, что подтвердило жизнеспособность модели DLC для будущих игр. В отличие от стандартных дисков с программным обеспечением, лицензии которых можно продать или обменять, DLC обычно привязаны к учётной записи конкретного пользователя, и возможность передать эту лицензию другому пользователю отсутствует.
Помимо загрузки отдельных единиц контента, издатели видеоигр иногда предлагают «сезонные абонементы», которые позволяют пользователям оформить предзаказ на подборку предстоящего контента за определённый период времени, что гарантирует покупателю возможность немедленно получить этот контент после выхода. Поскольку у пользователей нет возможности полностью ознакомиться с контентом перед покупкой, существует вероятность того, что контент сезонного абонемента может оказаться недостаточно качественным, чтобы оправдать покупку. В многопользовательских играх сезонные абонементы также могут привести к сегрегации базы игроков, если это основной способ получения геймплейного контента, например карт.
Известно, что Microsoft требовала от разработчиков взимать плату за их контент, когда разработчики предпочли бы выпустить его бесплатно. Некоторый контент даже был задержан с выпуском из-за того, что разработчик отказывался взимать требуемую Microsoft сумму. Epic Games, известная своей постоянной поддержкой собственных старых игр через загружаемые обновления, считала, что выпуск загружаемого контента на протяжении жизненного цикла игры способствует увеличению продаж на протяжении этого срока, и данная бизнес-модель успешно работала для них в прошлом, но они были вынуждены взимать плату за загрузки при выпуске контента для своей игры Gears of War, издаваемой Microsoft.
По состоянию на 2010 год продажи DLC составляли около 20 % от продаж видеоигр, что является значительной частью прибыли разработчиков. Разработчики начали использовать продажу DLC для уже успешных игровых серий с целью финансирования разработки новых IP или сиквелов к существующим играм.

## Доступность
DLC обычно распространяется через онлайн-магазины консолей, такие как Microsoft Store, Nintendo eShop, PlayStation Store, или аналогичные платформы для ПК, такие как Steam. На DLC также может распространяться платформенная эксклюзивность, как в случае с Activision, которая предоставляла временную эксклюзивность для DLC франшизы Call of Duty на консолях PlayStation.
Спустя некоторое время после первоначального выпуска игры издатель может переиздать её в розницу с включённым всем существующим DLC без дополнительной платы, а в некоторых случаях — с эксклюзивным контентом, который может быть выпущен как DLC для существующих владельцев в будущем. Такие SKU (единицы учёта товаров) часто маркируются подзаголовком, чтобы отличаться от оригинального релиза, таким как «Издание года», «Окончательное издание» или «Полное издание». Destiny была переиздан дважды в связи с переходом игры на «Год 2» и «Год 3» и связанными с ними DLC-расширениями: The Taken King и Rise of Iron; сборник существующих DLC и The Taken King был выпущен в 2015 году под названием Destiny: The Taken King — Legendary Edition, а в 2016 году игра была переиздана снова под названием Destiny: The Collection со включением Rise of Iron.
Бывали случаи, когда DLC задумывались как часть основной игры, но впоследствии вычёркивались из неё, чтобы быть выставленными на продажу как отдельные опции. Tomb Raider: Underworld подверглась критике за два DLC, эксклюзивных для Xbox 360, которые, как утверждали, были удалены из оригинальной игры. The Sims 4: My First Pet также подвергся критике за то, что в нём содержались предметы, которые, как представляется, были удалены из расширения Cats & Dogs: DLC требовал наличия скачиваемого пака расширения для работы. PCGamesN назвал его «паком предметов для пака расширения».

## В других медиа
В то время как видеоигры являются истоками загружаемого контента, а фильмы, книги и музыка также становятся всё более популярными в цифровой сфере, были также предприняты попытки экспериментальных DLC. Например, сервис Kindle от Amazon позволяет обновлять электронные книги, что позволяет авторам не только уточнять и исправлять свои работы, но и добавлять контент.